# 日出猶太會堂

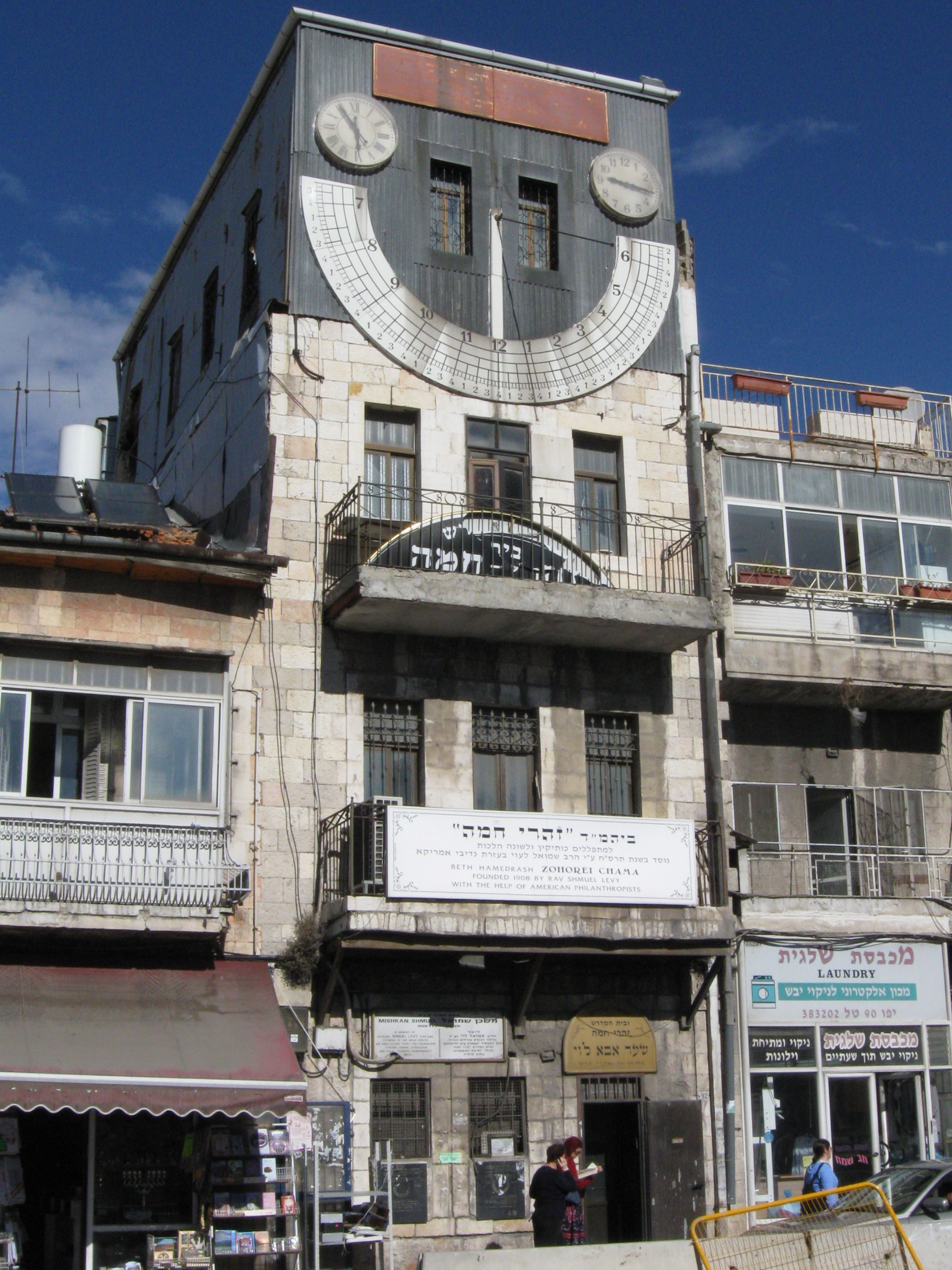
日出猶太會堂

日出猶太會堂（希伯來語：‎）是以色列耶路撒冷雅法路上的一座猶太會堂。這座猶太會堂是一座三層建築，修建於1908年至1917年期間，最初包括一個服務移民的青年旅館和猶太會堂。日出猶太會堂在1941年因大火受損。1980年，耶路撒冷市政府部分修復了這座建築。現在這裡是一座正統派猶太會堂。